# Nondisjunction
Non-disjunction innebär att det inte sker någon separation av homologa kromosomer under meios eller av systerkromatider under mitos. Detta leder till att en könscell har en dubbel uppsättning av en kromosom, och den andra ingen, vilket i sig leder till defekter som monosomi och trisomi, exempelvis Turners syndrom respektive Klinefelters syndrom.